# 白腹背甲鯰
白腹背甲鯰，為輻鰭魚綱鯰形目甲鯰科的其中一種，為亞熱帶淡水魚，分布於南美洲巴西烏拉圭河上游流域，體長可達4.2公分，棲息在砂石底質、植被生長、水質清澈且流動快速的溪流底層水域，生活習性不明。

## 扩展阅读
維基物種上的相關：白腹背甲鯰